# Il lago delle fate
Il lago delle fate è un'opera in quattro atti di Carlo Coccia. Fu rappresentata per la prima volta il 6 febbraio 1841 al Teatro Regio di Torino.
Gli artisti coinvolti nella prima rappresentazione furono i seguenti:
| Ruolo/Personaggio      | Registro vocale | Interprete                    |
| ---------------------- | --------------- | ----------------------------- |
| Zeila                  | soprano         | Erminia Frezzolini            |
| Agnese                 | mezzosoprano    | Felicita Rocca                |
| Alberto                | tenore          | Antonio Poggi                 |
| Ermanno                | tenore          | Secondo Torre                 |
| Rodolfo                | baritono        | Cesare Badiali                |
| Isacco                 | tenore          | Michele Novaro                |
| Direttore e 1° violino |                 | Giovanni Battista Polledro    |
| Maestro al cembalo     |                 | Luigi Fabbrica                |
| Maestro del coro       |                 | Giulio Buzzi                  |
| Scenografia            |                 | Luigi Vacca, Giuseppe Bertoja |

Lo studioso Guido Bustico attribuì il libretto a Felice Romani, ma questo non sembra possibile poiché nello stesso libretto l'autore scrive che si tratta della sua prima opera.

## Trama
L'azione si svolge in Colonia e nelle vicinanze, nel 1400.

### Atto I
Una valle nei monti deserti di Hartz.
Alberto, un giovane studente, si è spinto nei pressi di un lago incantato, nei pressi del quale si dice che appaiano folletti e fate. Poco dopo il suo arrivo le fate appaiono; tra di esse la più bella, che colpisce subito Alberto, è Zeila. Ascoltando i loro discorsi, Alberto apprende che se perdono il velo che portano sempre con sé le fate non possono tornare in cielo, così, nella speranza di legarla a sé, si impossessa del velo che Zeila ha posato per scendere al lago. Poco dopo giungono Ermanno e altri amici di Alberto, che con fatica riescono a trascinarlo via da quel luogo che ritengono pericoloso. Zeila li ha guardati di nascosto ed è rimasta affascinata da Alberto, poi quando gli uomini partono si accorge di non avere più il suo velo: le altre fate tornano tra le nubi, ma lei deve rimanere sulla terra, coperta dal manto abbandonato da un pastore.

### Atto II
Il cortile di un ricco albergo sulla strada di Colonia.
Agnese, la padrona dell'albergo dove dimora Alberto, si è innamorata di lui. Nello stesso albergo giunge Zeila in cerca di rifugio, e viene accolta da Agnese come cameriera. Quando Zeila viene mandata a servire Alberto, lui subito prende a corteggiarla, ma vengono sorpresi da Agnese, che si era già ingelosita vedendo Alberto baciare di nascosto il velo sottratto a Zeila. Alberto porta via Zeila, che Agnese vuole cacciare, evitandole di cadere nelle mani del donnaiolo conte Rodolfo, che le aveva offerto ospitalità, ma prima deve farsi prestare del denaro dall'usuraio Isacco, per pagare i debiti ad Agnese. Non avendo nulla da dare in pegno, offre la propria persona e la propria libertà.

### Atto III
Camera di Alberto.
Alberto ha promesso a Zeila di difenderla come un fratello, ma l'amore represso lo rende infelice. Zeila vedendolo triste gli confessa di essere una fata, e Alberto capisce che è lei quella a cui ha sottratto il velo, impedendole di tornare al cielo. Zeila se lo fa restituire ma promette di non usarlo e rimanere insieme ad Alberto. I due si giurano eterno amore e partono per prendere parte alla festa dei Re, a Colonia
Piazza di Colonia, allestita per la fiera.
Alla festa presenzia anche il conte Rodolfo, accompagnato da Agnese che ora accetta la sua corte. Vedendo Zeila festeggiata, in Agnese si risveglia la gelosia, e riesce a rubare ad Alberto il velo che, come ha notato, porta sul cuore, sperando che il suo possesso faccia tornare Alberto da lei. Il conte Rodolfo, invaghito di Zeila, ricorda ad Alberto il debito contratto tempo prima con Isacco: Alberto è pronto a pagare, ma gli hanno rubato la borsa che aveva preparato e il conte, forte dei suoi diritti, vorrebbe portarlo al proprio castello come schiavo. Alberto si ribella e ne nasce una lite durante la quale Zeila rimane colpita: Alberto credendola in fin di vita vorrebbe ridarle il velo per consentirle di tornare al cielo, ma si accorge di non averlo più. Alberto viene quindi condotto a forza al castello di Rodolfo.

### Atto IV
Nel castello del conte Rodolfo.
Rodolfo ha condotto al castello anche Zeila e la vuole sposare. Agnese, che ormai non interessa più al conte, cerca il modo di liberare Alberto, che è tenuto prigioniero e in preda alla pazzia non fa che parlare di fate. Rodolfo, notando il comportamento insensato di Alberto, stabilisce che diverrà buffone di corte. Zeila accetta di sposare Rodolfo, perché egli minaccia di uccidere Alberto, il quale, però, rivedendo la fata amata, riacquista la ragione, e parla apertamente del velo che può farla fuggire. Agnese capisce che quello è il velo che ha rubato ad Alberto, e per vendicarsi del conte togliendogli Zeila glielo restituisce. Zeila si copre col velo e tra lo stupore generale si alza verso il cielo.

## Struttura musicale
- Sinfonia

### Atto I
- N. 1 - Introduzione e Cavatina di Ermanno Tutto è vano: e suoni e gridi - Zitti, zitti... non burlate (Coro, Ermanno)
- N. 2 - Cavatina di Alberto Deh! non t'incresca il limpido (Alberto, Coro)
- N. 3 - Finale I Dovunque si posano (Zeila, Coro, Alberto, Ermanno)

### Atto II
- N. 4 - Introduzione Mai più per monti inospiti (Coro, Alberto, Isacco)
- N. 5 - Coro e Cavatina di Rodolfo Largo!... Largo!... Fate sito - Bella vita che vive un signore (Coro, Rodolfo)
- N. 6 - Duetto fra Rodolfo ed Agnese Bell'ostessa, amore e caccia
- N. 7 - Finale II Povera pellegrina - Sei pur tu!... quel bel sembiante - D'onde mai ci è capitata (Zeila, Alberto, Zeila, Rodolfo, Agnese, Isacco)

### Atto III
- N. 8 - Introduzione Voi, compagni? (Alberto, Coro, Ermanno)
- N. 9 - Duetto fra Zeila ed Alberto Mi fanno al cielo invito (Zeila, Alberto, Coro)
- N. 10 - Finale III Viva! viva! Larghezza, larghezza! (Coro, Zeila, Alberto, Agnese, Rodolfo, Zeila, Ermanno)

### Atto IV
- N. 11 - Serenata di Alberto Quando verrai sul margine
- N. 12 - Duetto fra Agnese e Zeila Ei dal Conte è condannato
- N. 13 - Duetto fra Rodolfo ed Alberto ed Aria Finale di Zeila Fra le bottiglie e i brindisi - Vivi, e conforto a vivere (Rodolfo, Alberto, Coro, Zeila, Agnese)